# Nannoglottis latisquama
Nannoglottis latisquama là một loài thực vật có hoa trong họ Cúc. Loài này được Ling & Y.L.Chen mô tả khoa học đầu tiên năm 1965.